# دانیل چاکرن
دانیل چاکرن (انگلیسی: Danielle Chuchran؛ زادهٔ ۹ ژوئن ۱۹۹۳) یک هنرپیشه اهل ایالات متحده آمریکا است. وی از سال ۲۰۰۱ میلادی تاکنون مشغول فعالیت بوده‌است.

## گزیده فیلمشناسی
از فیلم‌ها یا برنامه‌های تلویزیونی که وی در آن نقش داشته‌است می‌توان به آثار زیر اشاره کرد.

### سینما
- گربه تو کلاه (۲۰۰۳)
- رازهای کوچک (۲۰۰۱)

### تلویزیون
- جسور و زیبا (۲۰۱۳)
- بخش فوریت‌های پزشکی (۲۰۰۹)